# Анна Колбьёрнсдаттер

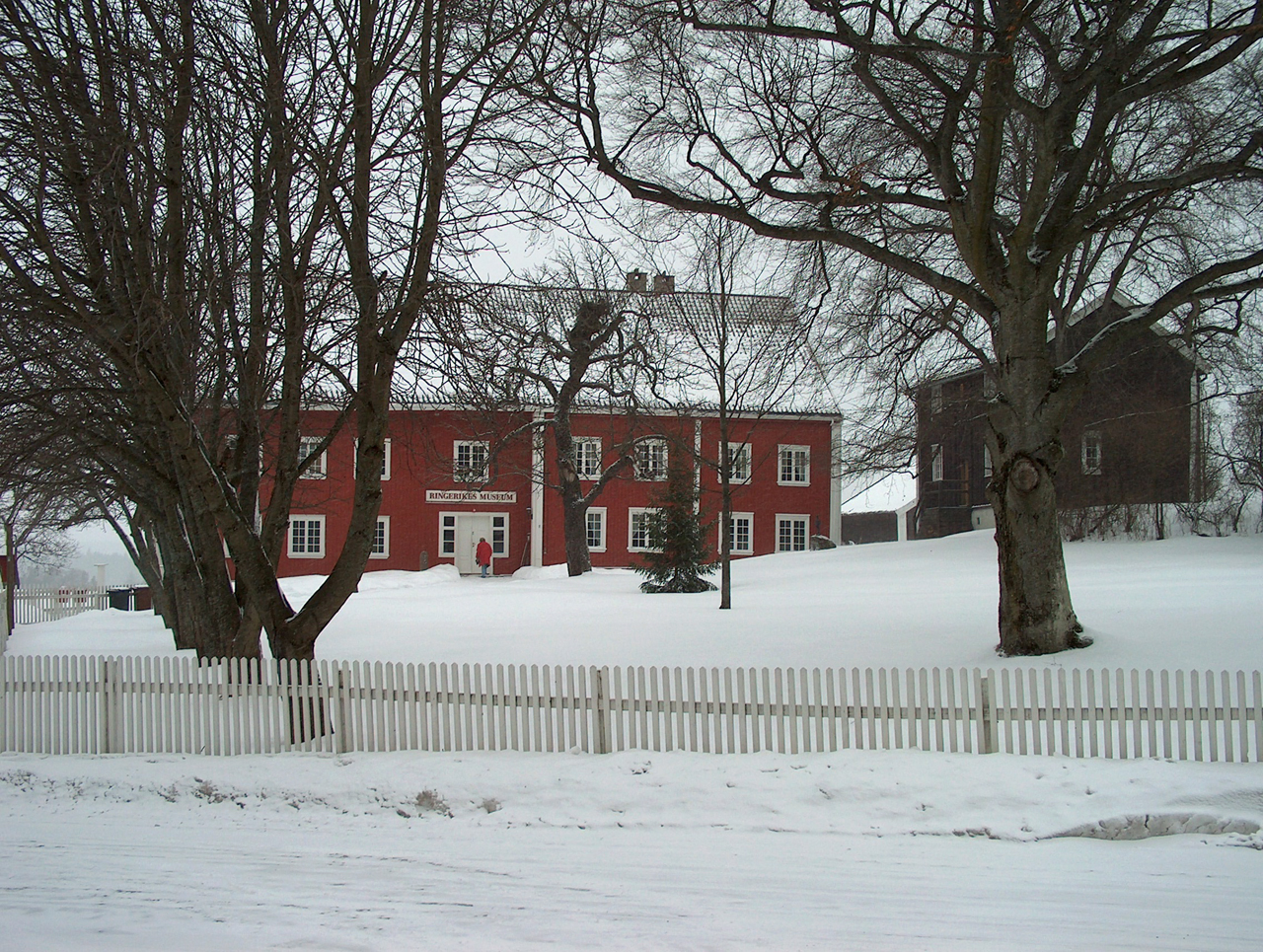
Приходской дом Нордерхова, ныне музей Рингерикес, расположенный в окрестностях Хёнефосса

Анна Колбьёрнсдаттер Арнеберг (норв. Anna Colbjørnsdatter Arneberg; 1667 — 2 июня 1736) — норвежская национальная героиня, наибольшую известность которой принесло участие в битве за Нордерхов (норв. slaget på Norderhov), произошедшей во время Северной войны.
Анна Колбьёрнсдаттер родилась в доме викария Сёрума, в исторической области Румерике, в норвежской провинции Акерсхус. Она была дочерью викария Колбьёрна Торстенсена Арнеберга (1628—1720) и Катарины Хьельдсдаттер Стуб (1653—1731). Анна вышла замуж за викария Йонаса Рамуса (1649—1718) в 1682 году. Её супруг стал викарием в церкви Нордерхов (норв. Norderhov kirke) в Рингерике в 1690 году.
Анна Колбьёрнсдаттер стала известна благодаря своей роли в бою при Нордерхове между норвежско-датскими и шведскими войсками, произошедшем 29 марта 1716 года. Во время шведской осады крепости Акерсхус в Осло в 1716 году шведский король Карл XII послал 600 солдат под командованием Акселя Лёвена, чтобы выяснить, смогут ли они окружить обороняющихся норвежцев. Шведские воины укрылись в старом доме священника Нордерхова (норв. Norderhov prestegård). Анна Колбьёрнсдаттер приняла их дружелюбно и не давала им скучать, предварительно отправив своего зятя с посланием в соседний лагерь с 200 норвежскими солдатами. Шведы были захвачены врасплох, и 130 из отправленных на разведку бойцов попали в плен. По некоторым сведениям, тем самым она известила норвежцев о присутствии войск шведского короля Карла XII на церковном дворе в Нордерхове, где они укрывались в доме священника и вокруг него. Описание этого события было впервые опубликовано Петером Андреасом Мунком в его книге «Norges, Sveriges og Danmarks Historie til Skolebrug» (1838).
Её сводные братья, Ганс Колбьёрнсен (1675—1754) и Педер Колбьёрнсен (1683—1738), были успешными лесоторговцами во Фредриксхальде. Оба сыграли важные роли в руководстве сопротивления местного населения шведским атакам на Фредриксхальд в 1716 и 1718 годах.